# Zvijezda (planina u BiH)
Zvijezda je planina u Bosni i Hercegovini.
Nalazi se u srednjoj Bosni, između Vareša i Olova. Ima nekoliko vrhova viših od 1300 metara nadmorske visine od kojih je najviši Zvijezda na 1349 metara. Građena je pretežno od vapnenaca. Prekrivena je šumama, a prevladava crnogorica. Na Zvijezdi izvire rijeka Stavnja, pritoka Bosne, u čijoj se dolini smjestilo glavno naselje Vareš. Bogata je rudama, ima željeza, cinka, mangana, olova i ugljena.
U jugoistočnom podnožju prolazi magistralna cesta između Tuzle i Sarajeva.